# Spike Feresten
Michael Feresten Jr., dit Spike Feresten, est un scénariste, animateur de télévision et producteur américain, né le 3 septembre 1964 à Fall River (Massachusetts).

## Biographie
Michael Donovan Feresten, Jr. naît le 3 septembre 1964 à Fall River au Massachusetts. Il grandit à West Bridgewater avant d'être diplômé du Berklee College of Music de Boston.

## Filmographie

### Comme scénariste
- 1988 : Sunday Night
- 1990-1993 : Late Night with David Letterman (78 épisodes)
- 1993-1995 : Late Show with David Letterman (170 épisodes)
- 1994 : The George Carlin Show (1 épisode)
- 1995 : Late Show with David Letterman: Video Special
- 1995-1996 : Space Ghost Coast to Coast (3 épisodes)
- 1995-1998 : Seinfeld (9 épisodes)
- 1995 : Les Simpson (The Simpsons) - saison 7, épisode Bombinette Bob
- 1996 : The Dana Carvey Show (3 épisodes)
- 1999 : Saturday Night Live (1 épisode)
- 2000 : The Michael Richards Show (9 épisodes)
- 2004 : The Seinfeld Story
- 2006-2009 : Talkshow with Spike Feresten (69 épisodes)
- 2007 : Bee Movie : Drôle d'abeille
- 2012 : Before We Made It
- 2024 : Unfrosted : L'épopée de la Pop-Tart (Unfrosted) de Jerry Senfield

### Comme producteur
- 1996-1998 : Seinfeld (44 épisodes)
- 2000 : The Michael Richards Show (9 épisodes)
- 2002-2003 : The Jamie Kennedy Experiment (25 épisodes)
- 2006-2009 : Talkshow with Spike Feresten (69 épisodes)
- 2012 : Before We Made It
- 2024 : Unfrosted : L'épopée de la Pop-Tart (Unfrosted) de Jerry Senfield

### Comme acteur
- 1995 : Jury Duty : le chanteur de folk
- 1997-1998 : Seinfeld : Juror et l'homme à l'extérieur du stade (2 épisodes)
- 2024 : Unfrosted : L'épopée de la Pop-Tart (Unfrosted) de Jerry Seinfeld : Newborn Ravioli (voix)